# Terry-Thomas
Terry-Thomas, właśc. Thomas Terry Hoar Stevens (ur. 14 lipca 1911 w Londynie, zm. 8 stycznia 1990 w Godalming) – angielski aktor komediowy. Dwukrotnie żonaty.

## Filmografia (wybór)
- 1962: Wspaniały świat braci Grimm (The Wonderful World of the Brothers Grimm) jako Ludwig
- 1963: Ten szalony, szalony świat (It's a Mad, Mad, Mad, Mad World) jako J. Algernon Hawthorne
- 1965: Ci wspaniali mężczyźni w swych latających maszynach (Those Magnificent Men in Their Flying Machines, or How I Flew from London to Paris in 25 hours 11 minutes)
- 1965: Jak zamordować własną żonę (How to Murder Your Wife) jako Charles
- 1966: Wielka włóczęga (La Grande Vadrouille) jako sir Reginald
- 1967: Arabella jako manager hotelowy
- 1969: Ci wspaniali młodzieńcy w swych szalejących gruchotach (Monte Carlo or Bust)
- 1971: Odrażający dr Phibes (The Abominable Dr. Phibes) jako dr Longstreet
- 1972: Dr Phibes powraca (Dr. Phibes Rises Again) jako Lombardo
- 1977: Ostatni film o Legii Cudzoziemskiej (The Last Remake of Beau Geste) jako gubernator
- 1978: Pies Baskerville’ów (The Hound of the Baskervilles) jako dr Mortimer; ostatni film, w którym zagrał